# William Brown (graveur)
Pour les articles homonymes, voir Brown et William Brown.
William Brown, né à York, Angleterre, Royaume-Uni, le 5 août 1814 et mort à Etterbeek le 16 août 1877, est un graveur, un dessinateur et un illustrateur belge d'origine britannique.
Il s'établit définitivement en Belgique en 1836. En 1841, il enseigne la gravure à l'École royale de gravure de Bruxelles, puis à Académie royale des beaux-arts de Bruxelles. Il obtient une médaille de vermeil au Salon de Bruxelles de 1848.

## Biographie

### Famille
William Brown, né à York en Angleterre, le 5 août 1814, est le fils de Richard Brown, professeur de langues, et de Sarah Ruler. Son frère cadet Henry Brown (1816-1870) est également graveur. William Brown épouse le 14 janvier 1843, Clara Lunell Goodman (née à Londres le 14 mai 1816), dont il a au moins deux fils : Georges (1846), artiste peintre, et Arthur (1854), agent de change.

### Formation
William Brown bénéficie du soutien de son père, homme érudit, qui l'autorise à se consacrer à sa passion, la gravure. Si la formation de son frère Henry est documentée, celle de William ne l'est pas dans les ouvrages disponibles.

### Carrière
En 1841, William Brown est nommé professeur à l'École royale de gravure fondée à Bruxelles, institution à laquelle son frère et lui ajoutent beaucoup de prestige. En 1841, il succède à son frère à la direction des études. En 1849, William Brown est appelé comme professeur à l'Académie royale des beaux-arts de Bruxelles. 
Il forme de nombreux élèves, comme François Pannemaker. 
William Brown meurt, à l'âge de 63 ans, rue de la Tourelle no 29 à Etterbeek, le 16 août 1877.

## Œuvre

### Caractéristiques
Les meilleurs planches de Willaim Brown, selon Allgemeines Lexikon der bildenden Kunstler von der Antike bis zur Gegenwart, sont Notre-Dame de Bon-Conseil d'après Romain Eugène Van Maldeghem, La Transfiguration d'après Raphaël, Le Christ couronné d'épines, d'après Antoine van Dyck, L'Assomption de la Vierge Marie, Sainte Famille et La Sainte Cène, toutes trois d'après Rubens, et un Portrait de Rembrandt.
Au Salon de Bruxelles de 1848, le critique Louis Van Roy note que « les planches de M.M. Henry et de William Brown sont taillées avec beaucoup de talent. Ces travaux méritent d'être encouragés ».
La revue La Renaissance chronique des arts considère que les frères Henry et William Brown contribuent à assurer la qualité de la gravure sur bois en Belgique.
William Brown est également un illustrateur recherché, dès le début de sa carrière. Il illustre, en 1842, La Belgique monumentale historique et pittoresque de nombreuses vignettes gravées représentant des sites pittoresques . En 1868, il réalise de nombreuses gravures pour l'ouvrage Histoire de Belgique depuis les temps primitifs jusqu'à la fin du règne de Léopold Ier de Théodore Juste.

### Expositions

#### Belgique
- Salon d'Anvers de 1840 : un cadre contenant une gravure destinée à L'Histoire de la Belgique de M. Th. Juste[9].
- Salon de Bruxelles de 1842 : une gravure sur bois faisant partie de l'ouvrage intitulé Les Belges illustres[10].
- Salon de Bruxelles de 1845 : une gravure sur bois d'après Rubens[11].
- Salon d'Anvers de 1846 : La Résurrection du christ d'après Rubens (gravure sur bois)[12].
- Salon de Bruxelles de 1848 : gravures sur bois (médaille de vermeil)[13].
- Salon d'Anvers de 1849 : La Flagellation du christ d'après van Dyck et La Pentecôte d'après Rubens[14].
- Salon de Bruxelles de 1851 : L'Avare, d'après le tableau de Jacobus Josephus Eeckhout et Portrait de S.M. la reine des Belges (gravures à la manière noire)[15].
- Salon de Bruxelles de 1854 : Portrait du général Petihan (gravure sur bois)[16].
- Salon de Bruxelles de 1857 : quatre gravures sur bois : Costumes hongrois, d'après les dessins à la plume de M. Johann Geyer de Vienne, Speculum sacerdotum (composition et dessin de M. Victor Lagye), Notre-Dame de Bon-Conseil, d'après le tableau de M. Eugène Van Maldehem, Portrait en pied de S.A.R. le duc de Brabant, d'après M. Eugène Van Maldeghem[17].
- Salon de Bruxelles de 1863 : Bal costumé d'après Cesare Dell'Acqua[18].
- Salon de Bruxelles de 1866 : Portrait de S.M. la reine des Belges (gravé en relief sur cuivre pour l'impression typographique)[19].
- Salon de Bruxelles de 1872 : La Transfiguration d'après Raphaël et Ruines du château de Crèvecœur (gravures sur bois)[20].
- Salon de Bruxelles de 1875 : Saint-Roch, d'après Rubens (gravure sur bois)[21].

#### Pays-Bas
- Exposition des maîtres vivants à Amsterdam en 1860 : Portrait du duc de Brabant, d'après le tableau d'Eugène Van Maldeghem, La Vierge et l'Enfant Jésus, Le Miroir des prêtres et Costumes autrichiens (gravures sur bois)[3].